# Manoir de Beaucé
Pour les articles homonymes, voir Beaucé.
Le manoir de Beaucé est une bâtisse construite au XIVe ou au XVe siècle et plusieurs fois remaniée ou agrandie depuis située sur la commune de Solesmes dans le département de la Sarthe, au bord de la rivière du même nom. Il est recensé à l'inventaire général du patrimoine culturel depuis 1990. Le manoir et ses bâtiments attenants (chapelle, colombier, chenil, écuries) sont entourés d'un domaine de 12 hectares (120 000 m2).

## Propriété de François Fillon
Il appartient à l'homme politique François Fillon et sa femme Penelope depuis 1993,, et a connu un retentissement médiatique pendant la campagne pour les primaires de la droite et du centre de 2016,, puis un regain d’intérêt au cours de l'affaire Fillon en février 2017. Il a été perquisitionné le 3 mars 2017 par des enquêteurs de l’Office central de lutte contre la corruption et les infractions financières et fiscales pour déterminer le montant du patrimoine immobilier de François Fillon.